# Haidarábádi árvíz
2020. október 14-én a BOB 02 alacsony légnyomás miatt heves esőzések indultak meg, melynek hatására villámárvízek alakultak ki, Haidarábádban és környékén, ahol legalább 80 ember vesztette életét. Október 18-án egy másik ciklon alakult ki, amely Haidarábádban további két ember életét követelte.

## Meteorológiai összefoglaló
Október 11-én egy helyen alakult ki alacsony légnyomás, mely tovább csökkent a Bengáli-öböl nyugati-középső részein. Október 12-én tovább erősödött, és egy újabb fokozattal komolyabb lett, majd lassan nyugatra-északnyugatra indult meg. Ezután október 13-án a korai órákban a BOB 02 Ándhra Pradesben Kakinada közelében földomlást okozott, majd visszavett az erejéből. A rendszer további gyengülése után október 14-én este már csak alacsony légnyomású terület lett Mahárástra központi része felett. Bár a rendszer alacsony sebessége a folyamatos szárazföldi kapcsolódásoknak volt köszönhető, a JTWC október 15-re ismét trópusi ciklonra adott ki előrejelzést. Az IMD is azt jelezte előre, hogy a BOB 02 az Arab-tenger felett ismét megerősödik. Az alacsony nyomású légréteg felerősödött, és október 17-én a reggeli órákban ARB 03 alakult ki belőle. A légréteg majdnem egy héttel meghosszabbította a délnyugati monszun időszakot.

## Hatások

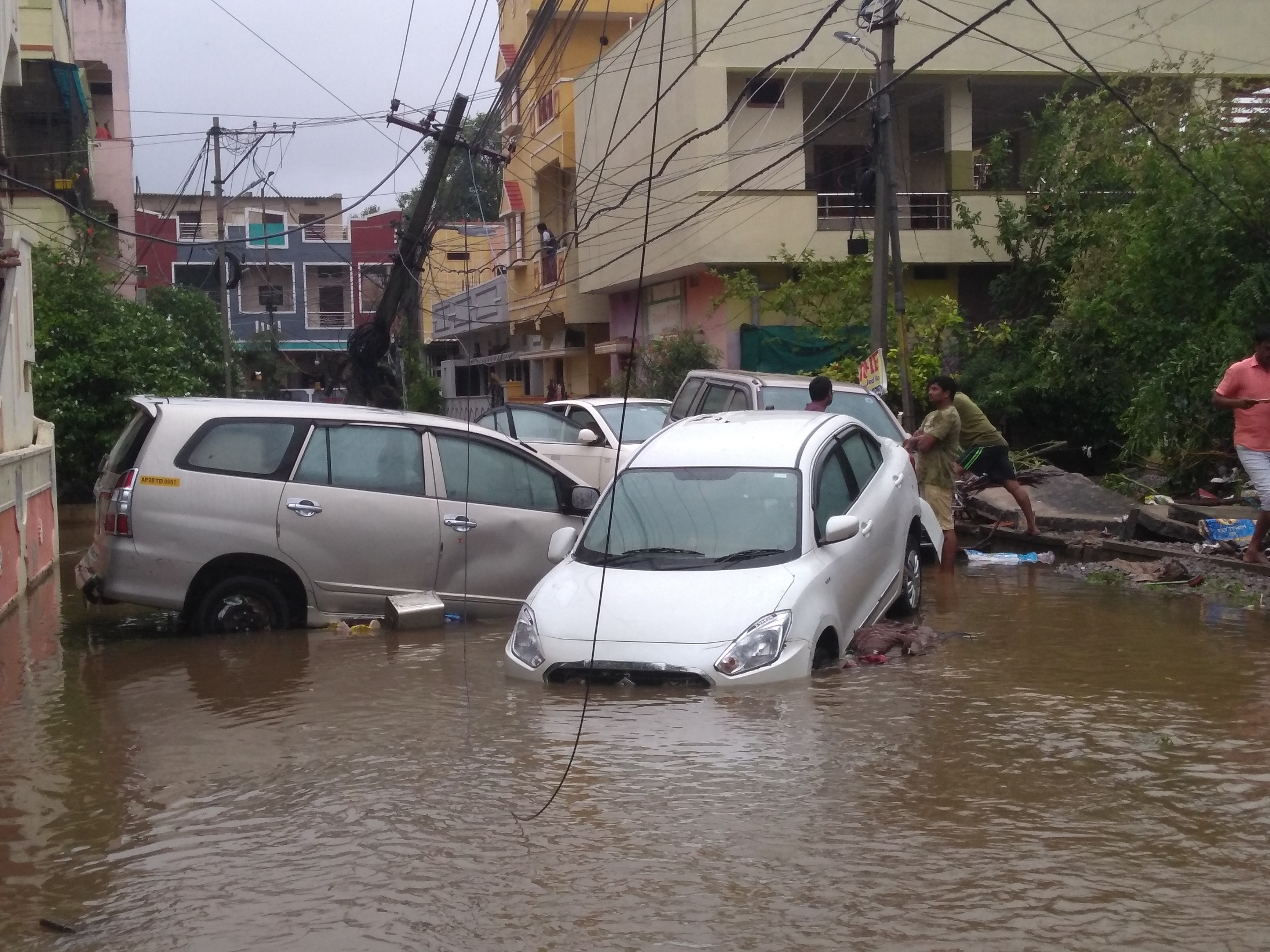
Utcai árvíz tüntet el autókat India Haidarábád városában

Ahogy egyre nőtt az árvíz szintje, megemelték a Himayat Sagar vízszintjét ezen felül a  Musi is teljesen betöltötte a medrét, majd több helyszínt elöntött, majd elárasztott két móló hidat is. A BOB 02 miatt Puducseri, Ándhra Prades, Telengana, Kerala, Mahárástra és Karnátaka tengerparti része október 12-én és 13-án heves esőzéssel volt kénytelen megküzdeni. Haidarábádban, a központi városban rekordnak számító 32 cm-es zuhogó eső esett. Ennek hatására október 13-án villámárvíz alakult ki a városban. Vidzsajavádában 2, Telengánában pedig 50 ember halt meg, közülük 19 Haidarábádban. További 27 ember vesztette életét  Mahárástrában. A történtek miatt hatalmas terméskiesésre kellett számítani Karnátaka, Ándhra Prades és Telengana egyes részein. Telangána főminiszterének becslése szerint a veszteség elérheti a 681 millió USD értéket is. Október 18-án egy második ciklon megölt két embert Haidarábádban. A  második árvíz 37 000 családot érintett. A város egyes részein a leesett eső mennyisége elérte a 110 mm-t is, de a külső területeken még ennél is több lehetett.

## Következmények
A Nemzeti Katasztrófavédelmi Erők 360 tagja valamint az Indiai hadsereg több egysége is a területre ment. Telangána kormánya azt kérte a szövetségi kormánytól, hogy nyújtson segítséget Haidarábádnak és az azt körülvevő környéknek. K. Chandrashekhar Rao főminiszter levelet írt Narendra Modi miniszterelnöknek, melyben 13 500 000 000 rúpia felszabadítását kérte, melyből 6 milliárdot a farmereknek juttatna, 7,5 milliárdot pedig a környék lakhatóvá tételére fordítana. Október 14-én az áradások miatt minden olyan munkás számára kétnapos munkaszünetet rendeltek el, akiknek a munkája nem feltétlenül szükséges. Mindenkit arra buzdítottak, hogy maradjanak otthon. Mivel féltek egy még nagyobb, tartós áradástól, 2100 családot menekítettek ki Gurram Cheruvu környékéről. Az árvíz sújtotta régiókban mintegy 150 000 adagnyi élelmiszersegélyt osztottak szét. Ezen felül két csapat (csapatonként két autóval) fehérítőt és nátrium-hipokloritot szórt szét a pincékbe és a szabadon elérhető területeken, nehogy a vízben terjedő kórokozók elszaporodjanak.